# Шиков, Юрий Алексеевич
Юрий Алексеевич Шиков (1 сентября 1966 — 16 декабря 2019) — участник Афганской войны (1979—1989), заместитель командира разведывательного взвода мотострелкового батальона 180-го мотострелкового полка 108-й Невельской Краснознамённой мотострелковой дивизии 40-й армии Краснознамённого Туркестанского военного округа, Ограниченный контингент Советских войск в республике Афганистан. Герой Советского Союза.

## Биография
Юрий родился в крестьянской семье, по национальности русский. Получил среднее специальное образование, работал на фабрике № 2 Ленинградского объединения «Скороход».
В октябре 1984 был призван в Советскую Армию. С февраля 1985 года проходил службу в составе ограниченного контингента советских войск в Афганистане — был заместителем командира разведывательного взвода 180-го мотострелкового полка 108-й Невельской Краснознамённой мотострелковой дивизии. Участвовал в двадцати пяти боевых операциях. Воинское звание — старшина.

## Подвиг
Из наградного листа к присвоения звания Герой Советского Союза:
«11 октября 1986 в ходе проведения общевойсковой операции в районе Чарикар провинции Парван разведывательный взвод 180-го мотострелкового полка, действуя в головном дозоре группы прорыва к 19-й сторожевой заставе, был внезапно атакован превосходящими силами афганских моджахедов. В завязавшемся бою противник предпринял попытку захватить раненых разведчиков. Старшина Ю. Шиков, рискуя жизнью, пополз к раненым. Лично уничтожил четырёх мятежников, затем в рукопашной схватке совместно с товарищами — ещё шестерых и выручил раненых…. 13 октября 1986 года в том же районе при проводке колонны к 18-й сторожевой заставе группа подверглась нападению. В бою был ранен начальник штаба батальона майор Степанов, Ю. Шиков принял на себя командование и организовал эвакуацию раненых. В результате боя был уничтожен главарь банды Шафак; старшина Ю. Шиков лично взял пленного».

## Звание Герой Советского Союза

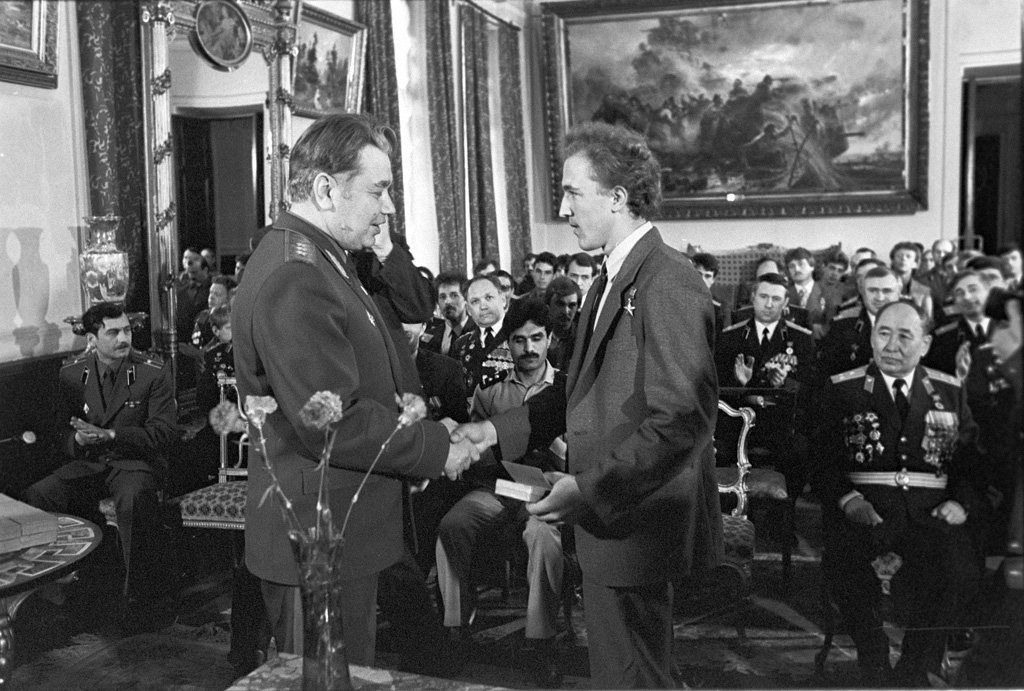
В. Ф. Ермаков (слева) вручает награду Юрию Шикову

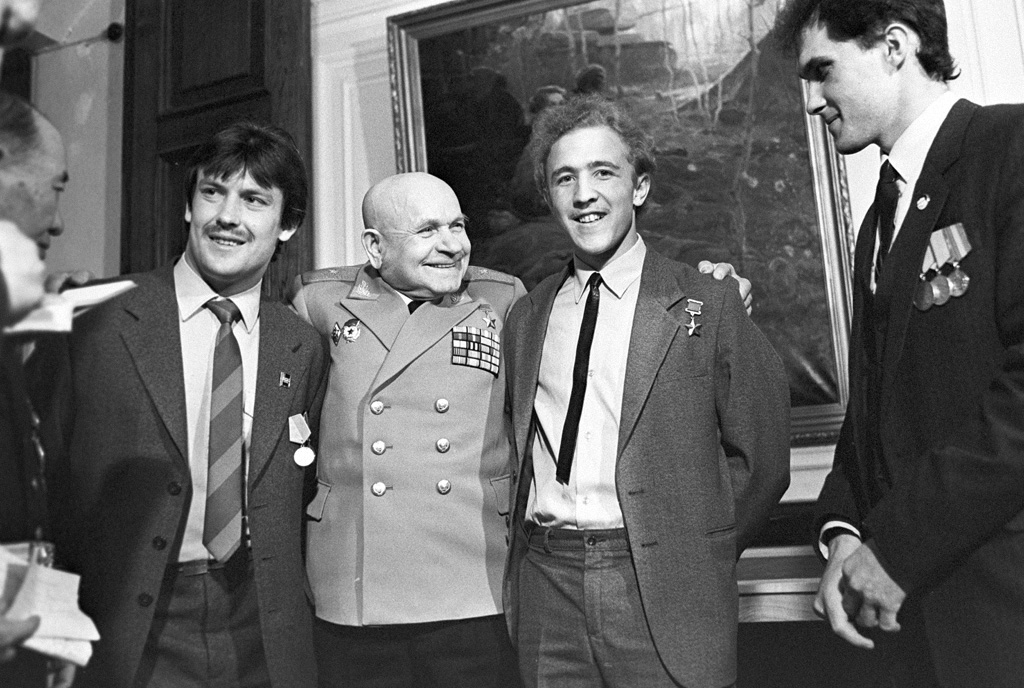
Вручение медали «Воину-интернационалисту от благодарного афганского народа» группе советских военнослужащих, а также воинам запаса, выполнившим свой воинский долг. Ю.А Шиков (в центре). Ленинград, 15 мая 1988 года.

Указом Президиума Верховного Совета СССР от 28 сентября 1987 года — «За мужество и героизм, проявленные при оказании интернациональной помощи Демократической Республике Афганистан, старшине запаса Шикову Юрию Алексеевичу, присвоено звание Героя Советского Союза с вручением ордена Ленина и медали „Золотая Звезда“ (№ 11559)».

## Трудовая деятельность
С 1987 года — старшина запаса. В конце 1980-х — начале 1990-х годов работал на Ленинградском производственном объединения «Скороход». Жил в городе Санкт-Петербурге.

## Награды
- медаль «Золотая Звезда»;
- орден Ленина;
- медаль «За отвагу».